# Slot Dillenburg
Het Slot Dillenburg was sinds halverwege de 15e eeuw het hoofdverblijf van de graven van Nassau-Dillenburg, gelegen bij de stad Dillenburg in de Duitse deelstaat Hessen.

## Oorspronkelijke bebouwing
De eerste versterkingen op de Schlossberg dateren van ca. 1130. In 1240 werd in opdracht van Hendrik 'de Rijke', graaf van Nassau gestart met de bouw van een nieuw kasteel; het voltooide slot wordt voor het eerst genoemd in een akte daterend uit 1254. Volgens archeologisch onderzoek (uit met name de jaren vijftig van de twintigste eeuw) had dit kasteel een ruwweg cirkelvormige ringmuur met een diameter van ongeveer 30 meter met daarbinnen een vrijstaande woontoren met een grondplan van 8 bij 7,5 meter. Dit kasteel werd verwoest tijdens de Dernbacher-vete (rond 1325-1327) en er resteren geen afbeeldingen van. Aangezien er bij opgravingen resten van terracotta (kachel)tegels zijn gevonden in de verbrande overblijfselen gaat het waarschijnlijk om een houten (vakwerk)opbouw op een stenen fundament/onderbouw.

## Herbouw en uitbreiding
In het midden van de 15e eeuw volgde herbouw en uitbreiding van de oude burcht, waarbij rekening gehouden werd met de ontwikkelingen rond de steeds effectiever wordende kruitwapens. In de periode 1458 tot 1462 werd een (halfrond) rondeel aan de zuidzijde aangebouwd. De slotgracht kon hierdoor effectiever met vuurwapens verdedigd worden. In de 17e eeuw volgde de bouw van een op een bakstenen vloer rustende vakwerktoren met schietgaten bij (of op) dit rondeel. In aktes van halverwege de jaren 1460 wordt ook nog een ten zuiden en zuidoosten van de burcht gelegen "dwingergracht" (bolwerk) genoemd, met een lagere buitenmuur (voormuur). In deze periode werd de burcht ook de residentie (permanente hoofdverblijfplaats) van de graven van Nassau uit de Ottoonse lijn. Hoewel de informatie niet compleet is, was in deze periode al wel sprake van een verdeling in een bovenhof (op de top van de heuvel), en een zuidelijk/zuidoostelijk gelegen benedenhof waar onder meer de stallen, de smederij (en later ook het arsenaal) waren gevestigd.

## Tweede uitbreiding en modernisering
In de eerste helft van de 16e eeuw was de politieke situatie in Hessen zeer licht ontvlambaar. (Politieke) stabiliteit werd normaliter bereikt met methodes die sterk doen denken aan 'dwangburchtenbouw', waar staatsforten als bijvoorbeeld bij Ziegenhain en Giessen een belangrijke rol speelden. Het aanleggen van meerdere uitgebreide forten was voor de graven van Nassau geen optie, dus gaf Willem 'de Rijke' daarom opdracht de Dillenburg uit te breiden volgens moderne maatstaven, resulterend in een vesting-gelijkend kasteel, dat tevens nog als residentie bewoonbaar was. De daaropvolgende verbouwingen zijn in 1559 beschreven in een gedicht van Gottfried Hatzfeld, die werkzaam was op de Dillenburg.
Begonnen werd met de afbraak van de grote woontoren; bij een artilleriebeschieting zou die bij ineenstorting immers forse schade aan het kasteel hebben kunnen veroorzaken. Vervolgens werd onder bouwmeester Ulrich (Utz) von Ansbach van 1523 tot 1536 aan de stadszijde (ten noorden van de burcht) de zogenaamde Hoge Muur gebouwd (voor het astronomische bedrag van bijna 200.000 gulden); ook aan de belangrijkste (want veel vlakkere) aanvalszijde in het zuiden werden aan weerszijden van het oude rondeel hoge voeringmuren gebouwd. Die muren hadden, om artilleriebeschieting te kunnen weerstaan, een moderne constructie met aarden opvulling.
Tevens kreeg het kasteel toen de heden ten dage nog bewaard gebleven kazematgangen met schietgaten voor handvuurwapens, met op een daarboven gelegen (niet bewaard gebleven) platform een opstelplaats voor de zwaardere artillerie. Dankzij die constructie kon alleen het bovenste deel van de muur door de vijand worden beschoten, terwijl de kazematten met de schietgaten in een dode hoek lagen. Tegelijkertijd met de nieuwe muren en wallen werden nog twee verschansingen gebouwd, waarschijnlijk gebaseerd op de nieuwerwetse Italiaanse uitvinding van het bastion op een veelhoekig grondplan: de zogenaamde Jagerskamer in het westen en de Jonkerskamer in het oosten, beide met een soortgelijk uitgekiend kazemattensysteem.
In 1547 werd op het westelijk deel van de benedenhof een nieuwe wapenkamer (Geweerkamer) gebouwd, en in 1553 werd de bovenhof gecompleteerd met de aanleg van de Grote Zaal op het binnenplein. Op een rond 1575 vervaardigd en in 1617 in de Theatri praecipuarum Totius Mundi Urbium Liber Sextus (Braun en Hogenberg) gepubliceerd aangezicht van kasteel Dillenburg is het hele complex in voltooide staat te zien, maar ook een tekening van Wilhelm Dilich uit 1605 geeft een goede indruk.
Het kazemattensysteem van de Dillenburg behoorde op het moment van bouw tot de grootste van dergelijke verdedigingswerken van West-Europa. Vanwege de uitgebreide verdedigingsmogelijkheden in de vorm van elkaar onderling steunende bolwerken, kazematten en weergangen werd het kasteel "onneembaar' geacht.

## Beleg en vernietiging
Tijdens de Dertigjarige Oorlog (1618-1648) kon het kasteel dankzij zijn sterke verdediging nog een belegering doorstaan, maar het einde van het fort kwam in de Zevenjarige oorlog (1756-1763). In november 1759 bestond het garnizoen van het kasteel uit 100 soldaten onder leiding van kapitein Otto Moritz von Düring; hun missie was het frustreren van Franse troepenbewegingen in het gebied rond de Main en de Nederrijn. Eind december 1759, begin januari 1760 werden het dal van het riviertje de Dill en de stad Dillenburg bezet door de Fransen, maar het garnizoen van het kasteel bood verbeten weerstand en het kasteel werd niet ingenomen. In de nacht van 7 op 8 januari werden de Franse soldaten door troepen van hertog Ferdinand von Brunswick in bloedige straatgevechten verdreven. Het Zwitserse Waldner-regiment werd daarbij overrompeld en vernietigd; 700 van hun mannen werden krijgsgevangen gemaakt. Men was op het kasteel nu gealarmeerd: het garnizoen werd uitgebreid en er werd extra proviand aangevoerd. In juni 1760 belegerden 5.000 Franse soldaten het kasteel. Het verzoek om overgave werd door kapitein Moritz von Düring afgewezen, en dus begon de beschieting van het kasteel. Op 13 juli 1760 lukte de Fransen uiteindelijk dan toch met gloeiendheet gestookte kanonskogel en brandbommen een hooiberg in brand te schieten. Bij gebrek aan water en beschikbare mankracht kon er niet voorkomen worden dat het vuur oversloeg, en het kasteel brandde tot de grond af. Na het vredesverdrag van 1763 vreesden de Nassaus een hernieuwde belegering, en op hun aanraden werden de vestingwerken onklaar gemaakt door de meeste bovengrondse delen af te breken en de kazematten en loopgraven vol te plempen. Een deel van de stenen is in het stadje Dillenburg als bouwmateriaal gebruikt.
Een groot deel van het kazemattensysteem is in de jaren 1930-1934 en 1967/1968 opgegraven en weer (deels) toegankelijk gemaakt.

## Interieur
Hoewel het interieur van het kasteel in 1760 vrijwel geheel is afgebrand, geven oude akten nog veel details prijs. Een uit 1613 stammende inventarisatie van het kasteel geeft een zeer gedetailleerd beeld van de individuele kamers en hun toenmalige inrichting, waaronder tal van waardevolle wandtapijten. Hieronder waren ook de beroemde acht wandtapijten die in 1531 in Brussel werden geweven als geschenk van graaf Hendrik van Nassau-Breda aan zijn broer Willem I (de Rijke). Deze tapijten zijn ergens aan het einde van de 17e eeuw verloren gegaan, maar de originele dozen van de Nederlandse schilder Bernard van Orley zijn bewaard gebleven.

## Beroemde bewoners
- Willem de Rijke en zijn vrouw Juliana van Stolberg
- In 1533 werd Willem van Oranje in het slot geboren.
- Maurits van Oranje werd er op 14 november 1567 geboren.
- Elisabeth van Leuchtenberg, echtgenote van Jan VI van Nassau-Dillenburg, overleed er in 1579.
- Johan Maurits van Nassau-Siegen (bijgenaamd: 'de Braziliaan') werd er op 17 juni 1604 geboren.
- Jan van Nassau stierf in Dillenburg op 8 oktober 1606.

Vanuit het slot organiseerde Willem van Oranje het Nederlandse verzet tegen de Spanjaarden.

## Willemstoren
Ter herinnering aan Willem van Oranje werd in 1873 de Willemstoren (Wilhelmsturm) gebouwd. In deze toren bevindt zich thans het Oranje-Nassaumuseum. De Dillenburg maakt deel uit van de toeristische Nederlands-Duitse 'Oranje-route' die 2400 kilometer lang is en vele plekken aandoet in Nederland en negen Duitse deelstaten.